# Lista de episódios de Rick and Morty
Rick and Morty é uma série de televisão estado-unidense, sua primera temporada foi exibido em 2 de dezembro de 2013 no Adult Swim finalizando em 14 de abril de 2014, estreou sua segunda temporada em 26 de julho de 2015 finalizando em 4 de outubro do mesmo ano e logo estreou sua terceira temporada em 1 de abril de 2017 finalizando em 1 de outubro do mesmo ano. No Brasil, todos episódios da primeira e segunda temporada foram exibidos em 1 de outubro de 2016 na plataforma Netflix, logo estreou sua terceira temporada em 1 de dezembro de 2018, e sua primeira temporada foi exibido em 1 de abril de 2018, logo estreou sua segunda temporada em 8 de abril de 2018 no canal TBS.

## Temporadas
| Temporada | Temporada | Episódios | Exibição original      | Exibição original     |
| Temporada | Temporada | Episódios | Estreia de temporada   | Final de temporada    |
| --------- | --------- | --------- | ---------------------- | --------------------- |
|           | 1         | 11        | 2 de dezembro de 2013  | 14 de abril de 2014   |
|           | 2         | 10        | 26 de julho de 2015    | 4 de outubro de 2015  |
|           | 3         | 10        | 1 de abril de 2017     | 1 de outubro de 2017  |
|           | 4         | 10        | 10 de novembro de 2019 | 31 de maio de 2020    |
|           | 5         | 10        | 20 de junho de 2021    | 5 de setembro de 2021 |
|           | 6         | ASA       | ASA                    | ASA                   |
|           | 7         | ASA       | ASA                    | ASA                   |

## Episódios

### 1ª temporada (2013–14)
| No. no geral | No. na temporada | Título                                 | Dirigido por     | Escrito por                   | Data de exibição       | Audiência (em milhões) |
| ------------ | ---------------- | -------------------------------------- | ---------------- | ----------------------------- | ---------------------- | ---------------------- |
| 1            | 1                | "Pilot"                                | Justin Roiland   | Dan Harmon & Justin Roiland   | 2 de dezembro de 2013  | 1.10                   |
| 2            | 2                | "Lawnmower Dog"                        | John Rice        | Ryan Ridley                   | 9 de dezembro de 2013  | 1.51                   |
| 3            | 3                | "Anatomy Park"                         | John Rice        | Eric Acosta & Wade Randolph   | 16 de dezembro de 2013 | 1.30                   |
| 4            | 4                | "M. Night Shaym-Aliens!"               | Jeff Myers       | Tom Kauffman                  | 13 de janeiro de 2014  | 1.32                   |
| 5            | 5                | "Meeseeks and Destroy"                 | Bryan Newton     | Ryan Ridley                   | 20 de janeiro de 2014  | 1.61                   |
| 6            | 6                | "Rick Potion #9"                       | Stephen Sandoval | Justin Roiland                | 27 de janeiro de 2014  | 1.75                   |
| 7            | 7                | "Raising Gazorpazorp"                  | Jeff Myers       | Eric Acosta & Wade Randolph   | 10 de março de 2014    | 1.76                   |
| 8            | 8                | "Rixty Minutes"                        | Bryan Newton     | Tom Kauffman & Justin Roiland | 17 de março de 2014    | 1.48                   |
| 9            | 9                | "Something Ricked This Way Comes"      | John Rice        | Mike McMahan                  | 24 de março de 2014    | 1.54                   |
| 10           | 10               | "Close Rick-counters of the Rick Kind" | Stephen Sandoval | Ryan Ridley                   | 7 de abril de 2014     | 1.75                   |
| 11           | 11               | "Ricksy Business"                      | Stephen Sandoval | Ryan Ridley & Tom Kauffman    | 14 de abril de 2014    | 2.13                   |

### 2ª temporada (2015)
| No. no geral | No. na temporada | Título                                    | Dirigido por    | Escrito por                                | Data de exibição       | Audiência (em milhões) |
| ------------ | ---------------- | ----------------------------------------- | --------------- | ------------------------------------------ | ---------------------- | ---------------------- |
| 12           | 1                | "A Rickle in Time"                        | Wes Archer      | Matt Roller                                | 26 de julho de 2015    | 2.12                   |
| 13           | 2                | "Mortynight Run"                          | Dominic Polcino | David Phillips                             | 2 de agosto de 2015    | 2.19                   |
| 14           | 3                | "Auto Erotic Assimilation"                | Bryan Newton    | Ryan Ridley                                | 9 de agosto de 2015    | 1.94                   |
| 15           | 4                | "Total Rickall"                           | Juan Meza-León  | Mike McMahan                               | 16 de agosto de 2015   | 1.96                   |
| 16           | 5                | "Get Schwifty"                            | Wes Archer      | Tom Kauffman                               | 23 de agosto de 2015   | 2.12                   |
| 17           | 6                | "The Ricks Must Be Crazy"                 | Dominic Polcino | Dan Guterman                               | 30 de agosto de 2015   | 1.91                   |
| 18           | 7                | "Big Trouble in Little Sanchez"           | Bryan Newton    | Alex Rubens                                | 13 de setembro de 2015 | 1.97                   |
| 19           | 8                | "Interdimensional Cable 2: Tempting Fate" | Juan Meza-León  | Dan Guterman, Ryan Ridley & Justin Roiland | 20 de setembro de 2015 | 1.79                   |
| 20           | 9                | "Look Who's Purging Now"                  | Dominic Polcino | Dan Harmon, Ryan Ridley & Justin Roiland   | 27 de setembro de 2015 | 1.89                   |
| 21           | 10               | "The Wedding Squanchers"                  | Wes Archer      | Tom Kauffman                               | 4 de outubro de 2015   | 1.84                   |

### 3ª temporada (2017)
| No. na geral | No. na temporada | Título                                    | Dirigido por    | Escrito por                                                                           | Data de exibição       | Audiência (em milhões) |
| ------------ | ---------------- | ----------------------------------------- | --------------- | ------------------------------------------------------------------------------------- | ---------------------- | ---------------------- |
| 22           | 1                | "The Rickshank Rickdemption"              | Juan Meza-León  | Mike McMahan                                                                          | 1 de abril de 2017     | 0.68                   |
| 23           | 2                | "Rickmancing the Stone"                   | Dominic Polcino | Jane Becker                                                                           | 30 de julho de 2017    | 2.86                   |
| 24           | 3                | "Pickle Rick"                             | Anthony Chun    | Jessica Gao                                                                           | 6 de agosto de 2017    | 2.31                   |
| 25           | 4                | "Vindicators 3: The Return of Worldender" | Bryan Newton    | Sarah Carbiener & Erica Rosbe                                                         | 13 de agosto de 2017   | 2.66                   |
| 26           | 5                | "The Whirly Dirly Conspiracy"             | Juan Meza-León  | Ryan Ridley                                                                           | 20 de agosto de 2017   | 2.29                   |
| 27           | 6                | "Rest and Ricklaxation"                   | Anthony Chun    | Tom Kauffman                                                                          | 27 de agosto de 2017   | 2.47                   |
| 28           | 7                | "The Ricklantis Mixup"                    | Dominic Polcino | Dan Guterman & Ryan Ridley                                                            | 10 de setembro de 2017 | 2.38                   |
| 29           | 8                | "Morty's Mind Blowers"                    | Bryan Newton    | Mike McMahan, James Siciliano, Ryan Ridley, Dan Guterman, Justin Roiland & Dan Harmon | 17 de setembro de 2017 | 2.51                   |
| 30           | 9                | "The ABC's of Beth"                       | Juan Meza-León  | Mike McMahan                                                                          | 24 de setembro de 2017 | 2.49                   |
| 31           | 10               | "The Rickchurian Mortydate"               | Anthony Chun    | Dan Harmon                                                                            | 1 de outubro de 2017   | 2.60                   |

## Especial
Um episódio especial de onze minutos intitulado «Bushworld Adventures» foi exibido sem aviso prévio no Adult Swim em 1 de abril de 2018, um ano depois da estreia surpresa da terceira temporada de Rick and Morty, como parte da piada anual de April Swols de Adult Swim. Os co-criadores do espetáculo, Dan Harmon e Justin Roiland, no participaram na criação deste episódio de paródia, que foi escrito, dirigido e produzido pelo animador australiano e personalidade do YouTube Michael Cusack. As características especiais têm uma animação e um estilo de artes diferentes aos habituais e seu tema principal é o humor australiano.
| No. no geral | Título original        | Dirigido por   | Escrito por    | Data de exibição   | Audiência (em milhões) |
| --- | ---------------------- | -------------- | -------------- | ------------------ | ---------------------- |
| 1 | "Bushworld Adventures" | Michael Cusack | Michael Cusack | 1 de abril de 2018 | 1.29                   |
| Rick e Morty viajam para Bendigo em busca do Cubo Verde. Ao longo do caminho, eles encontram um empregado da loja de conveniência muito útil, o pai de Morty que aparece como um assistente de elfos Bush que vivem em um wombat buraco e Tio Barry, um gigante com demência que forma uma ligação instantânea com Rick. |                        |                |                |                    |                        |